# Seestermüher Zitronenapfel
Seestermüher Zitronenapfel sinónimo: Goldgelbe Renette es el nombre de una variedad cultivar de manzano (Malus domestica).
Una variedad de manzana cultivada, que pertenece al grupo de manzanas alemanas antiguas de la herencia, que se encontró en 1930 como una plántula casual en los terrenos pantanosos de "Seestermüher Marsch" en las Marismas del Elba (Elbmarsch) en Schleswig-Holstein. 
Esta variedad fue la elegida como la variedad de huerto del año 2007 en el Norte de Alemania.

## Sinonimia
- "Goldgelbe Renette",
- "Golden Yellow Renette",
- "Lemon Apple",
- "Kohapfel".

## Historia
'Seestermüher Zitronenapfel' (La manzana estrella de mar con limón) es una variedad de manzana alemana antigua de la herencia, que se encontró en 1930 como una plántula casual en los terrenos pantanosos de "Seestermüher Marsch" en las Marismas del Elba (Elbmarsch) en Schleswig-Holstein.

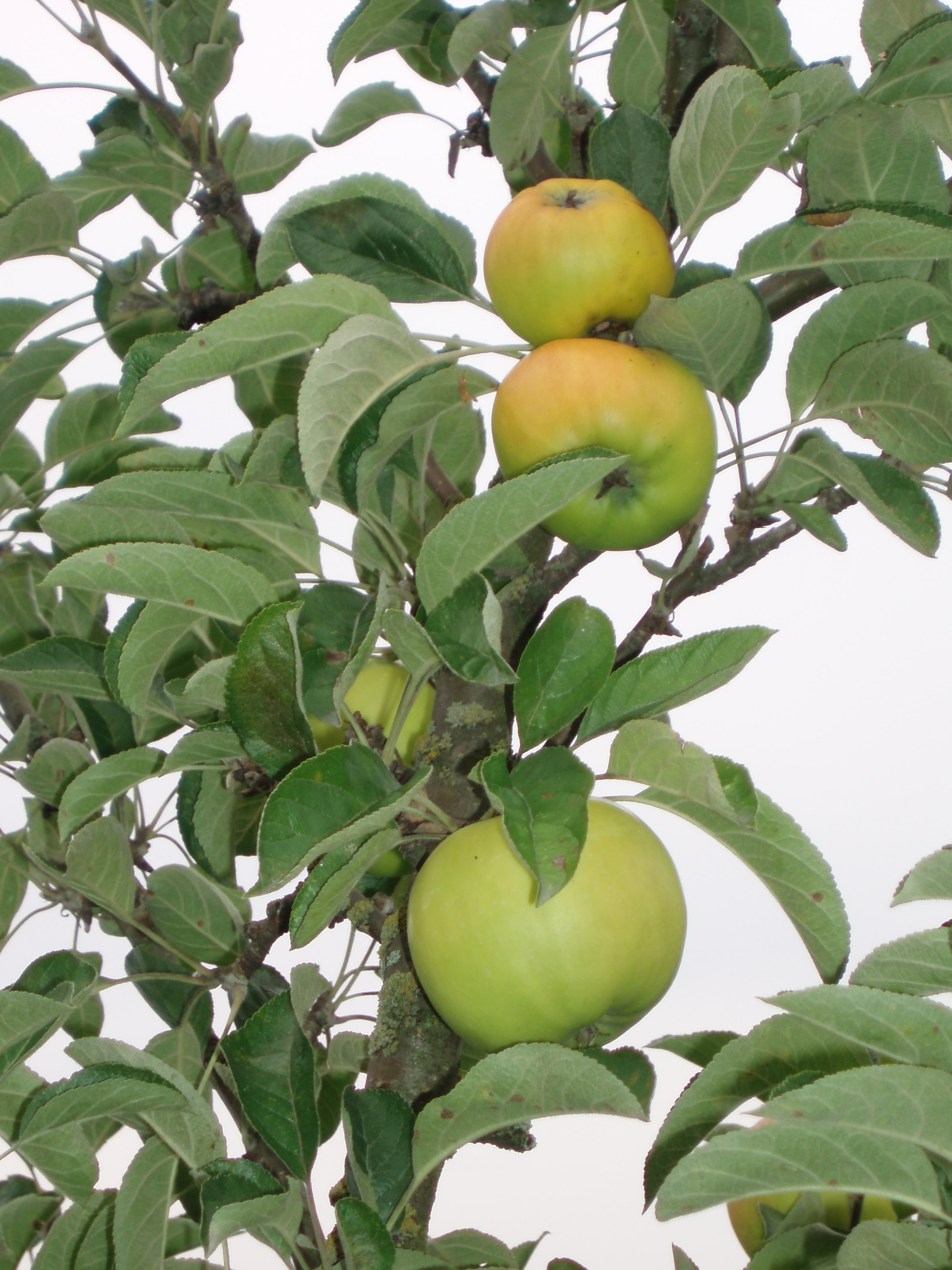
La manzana 'Seestermüher Zitronenapfel' en el árbol.

Durante mucho tiempo la variedad de manzana 'Seestermüher Zitronenapfel' tuvo una gran popularidad y también se cultivó comercialmente, pero a partir de la década de 1960 fue reemplazada paulatinamente cada vez más por nuevas variedades de alto rendimiento. Actualmente la manzana de 'Seestermüher Zitronenapfel' está en peligro de extinción, aunque sigue siendo una variedad de manzana antigua interesante para el cultivo, especialmente para los jardineros aficionados. Para llamar la atención sobre este problema, esta variedad fue la elegida en votación como la variedad de huerto del año 2007 por el «Pomologen-Verein» (Círculo de Pomólogos) en el Norte de Alemania.

## Características
'Seestermüher Zitronenapfel' es un árbol vigoroso y de rápido crecimiento. Produce buenos rendimientos rápidamente, tiene un tamaño de fruta uniforme y se considera muy resistente a la sarna del manzano, el mildiu y el cancro de los árboles frutales. Tiene un tiempo de floración que comienza a partir del 3 de mayo con el 10% de floración, para el 9 de mayo tiene una floración completa (80%), y para el 17 de mayo tiene un 90% caída de pétalos.
'Seestermüher Zitronenapfel' tiene una talla de fruto de grande a muy grande, con altura promedio de 72.77mm y con anchura promedio de 84.61mm; forma del fruto redondas tendente a cónico, a veces anguloso e irregular; con nervaduras débiles, y con corona muy débil; epidermis cuya piel es fina, cuyo color de fondo es primero amarillo verdoso y luego se vuelve de color amarillo limón, que muestra sobre color (20-35%) de tenue lavado de naranja con un patrón de chapa en las superficies expuestas al sol, marcada con lenticelas pardas de tipo medio, y presenta aleatorias mallas de ruginoso-"russeting", ruginoso-"russeting" (pardeamiento áspero superficial que presentan algunas variedades) débil; cáliz con ojo de tamaño mediano, y semicerrado, colocado en una cuenca estrecha y poco profunda, y ligeramente plisada; pedúnculo muy corto en longitud, que no sobresale de la cubeta, y de un calibre grueso, colocado en una cavidad poco profunda, que presenta ruginoso-"russeting" que sale en algunas ocasiones en forma de radios al hombro; pulpa es de color amarillento con textura de carne firme, jugosa, su sabor no es agria como un limón, sino que tiene un aroma fino, agridulce, un verdadero placer para el paladar. La manzana de 'Seestermüher Zitronenapfel' se compara a menudo con la variedad de manzana 'Granny Smith'; se dice que ambas son muy similares en su aroma agridulce, jugoso.
Las manzanas se consideran una variedad de otoño. Su tiempo de recogida de cosecha a inicios de octubre. Se mantiene bien dos meses en frigorífico. Se pueden comer de inmediato, pero también se pueden almacenar hasta aproximadamente enero y son aptas para prensar.

## Usos
Para consumirlo en fresco, como manzana postre de mesa. También es apta para la elaboración de sidra.